# 超凡领袖的挫败
《超凡领袖的挫败——文化大革命在武汉》（英語：Failure of Charisma: The Cultural Revolution in Wuhan），王绍光著，内容是武汉文革历史及相关分析。王绍光于1989年完成了同名博士学位论文（英文），1993年由牛津大学出版社出版论文删改后的中文版《理性与疯狂：文化大革命中的群众》。1995年由牛津大学出版社出版按另一原则删改后的同名英文版，2009年由香港中文大学出版社出版该版本的中文版。

## 评论
- 沈旭辉：“王绍光对文革的分析不是学院派的‘离地’文章，即使对今天全球形势，也是有现实意义。”[1]
- 苏阳：“在研究文革的英文著述中，我最推崇若干描述地方文革的专著。……王绍光的武汉研究《超凡领袖的挫败》（1995）和裴宜理与李逊合著的上海《无产阶级力量》（1997），堪称这一传统中两部最为详实精彩之作。前者有王绍光亲历武汉对当事人的大量采访，后者有李逊掌握的上海工会历史档案。”[2]
- 刘敬文：“王绍光的文革研究之所以有新意，在于他在研究文革之前并没有先入为主认为，文革就是一场错误的运动，一场完全荒诞的灾难。他的亲历者身份让他反省，文革的爆发是有其合理性的。”[3]
- 向前：“王绍光的《理性与疯狂》作为武汉文革史专著，其研究方法和视野都有独到之处。”[4]